# 足立壽惠雄
足立 壽惠雄（あだち すえお、1926年8月24日 - ）は日本の実業家。北米支配人兼丸紅米国社長・会長、丸紅カナダ会社社長。慶應義塾大学経済学部卒業。
王子製紙社長、日本商工会議所会頭等を歴任した足立正の四男。

## 略歴
- 1926年 - 北海道苫小牧市生まれ[1]（現在の本籍は東京都港区）
- 1948年 - 慶應義塾大学経済学部卒業 髙島屋飯田(現在の丸紅)に入社。ニューヨーク駐在を経て
- 1967年 - マニラ支店長
- 1968年 - 機械輸出第一部副部長
- 1971年 - プラント輸出部長
- 1974年 - プラント貿易部長
- 1978年 - 機械第四本部副本部長兼産業プラント貿易部長、取締役
- 1979年 - 機械第四本部長
- 1983年 - 常務
- 1985年 - 北米支配人兼丸紅米国社長
- 1987年 - 北米支配人兼丸紅米国会社会長、丸紅カナダ会社社長
- 1988年 - 取締役 顧問に就任

## 人物
宗教は曹洞宗、趣味はゴルフ。

## 家族・親族

### 足立家
（鳥取県境港市（旧境町）朝日町、東京都港区）
- 祖父・繁太郎（政治家）
- 祖母・さと（鳥取県・永見誠斎の二女）
- 父・正（実業家）
- 母
- 兄・龍雄（実業家）
- 妻（樺島千春の長女）
- 長女
- 二女